# 越前和紙

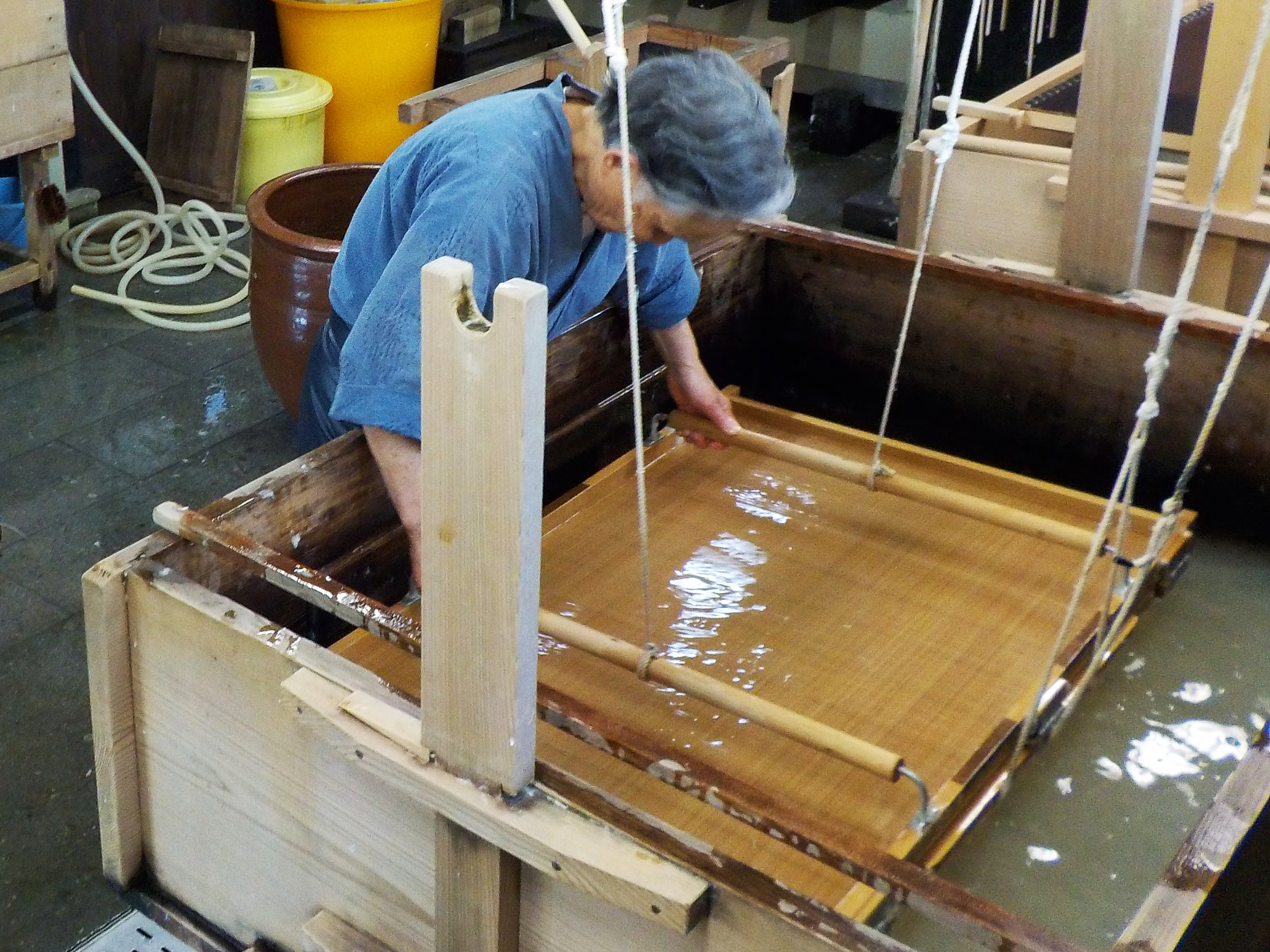
流し漉きの様子（越前市 卯立の工芸館）

越前和紙（えちぜんわし）は、福井県、越前市今立地区（旧今立町）で製造される和紙である。
品質、種類、量ともに全国一位の和紙産地として生産が続けられている。
越前奉書と越前鳥の子紙が国の重要無形文化財に指定。

## 概要
麻紙（雲肌麻紙）、局紙（画用紙、版画用紙、賞状用紙、証券、紙幣等）、奉書紙、鳥の子紙、襖紙、小間紙、檀紙、画仙紙など豊富な紙種を製造する大規模な和紙産地である。特に画用紙として雲肌麻紙や白麻紙、MO水彩画用紙、神郷紙、版画用紙に越前奉書、MO版画用紙は国内外で高い評価を得ている。
主に、越前市（旧今立町）の五箇（ごか）【大滝町・岩本町・不老町（おいず）・新在家町（しんざいけ）・定友町（さだとも）】で生産されている。
抄造法に、流し漉き、溜め漉き、半機械漉きがある。

## 原料
主原料
楮（こうぞ）、三椏（みつまた）、雁皮（がんぴ）、麻（あさ）、綿（コットン-綿植物-アオイ科）、針葉樹パルプ
補助材料
トロロアオイ など

## 歴史

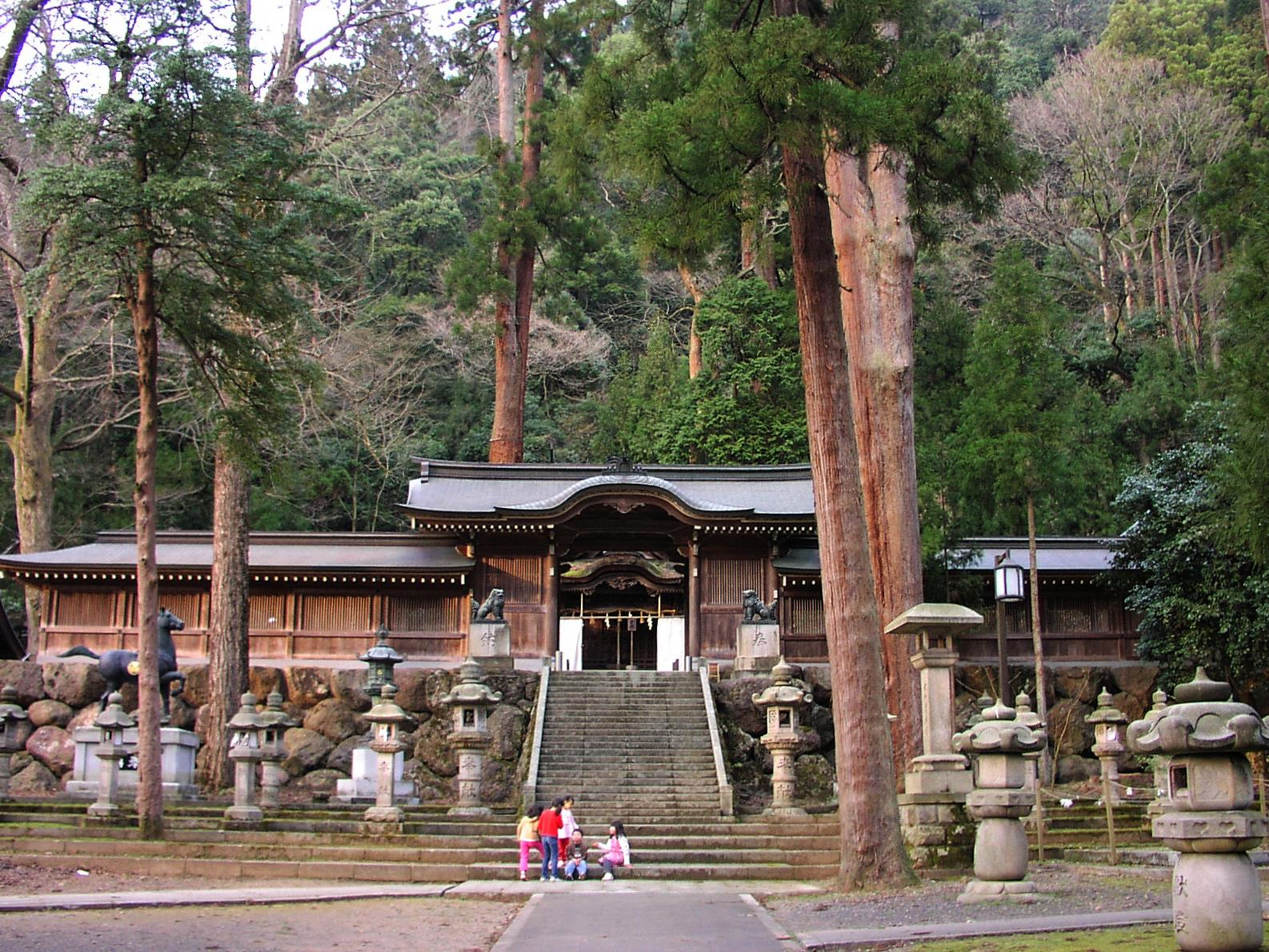
川上御前を祀る岡太神社（大瀧神社との共有）

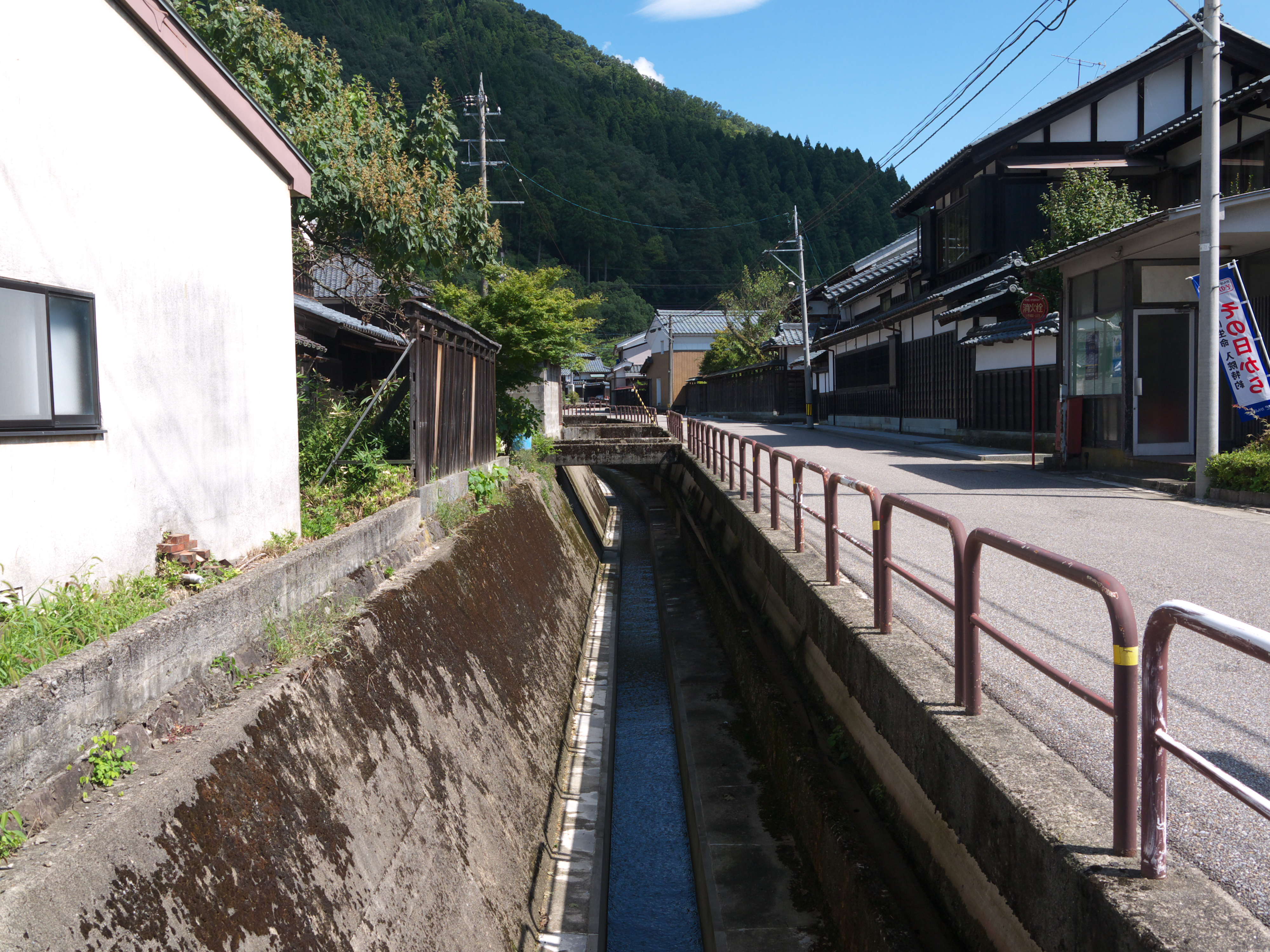
古来からの紙すきの町並（越前市今立地区岩本町）

### 和紙の抄造はじまりの地
越前和紙の始まりについてははっきりしていないが、紙漉きの紙祖神である川上御前伝説があり、越前市大滝町の岡太神社に祀られている。室町時代には大滝寺の保護下に紙座（組合）が設けられた。江戸時代から明治・大正・昭和・平成に入る前後頃までは、越前の襖紙の需要は全国の大半を占めていた。「越前奉書」や「越前鳥の子紙」は公家・農工商階級の公用紙として重用された。

### 紙の王
戦国時代に同地を領した支配者も皆、和紙を特産品として捉えており、江戸時代に産地を支配した福井藩は越前和紙を専売品として独占統制するとともに、技術の保護や生産の指導を行った。1665年（寛文5年）には越前奉書に「御上天下一」の印を使用することが許可された。1684年（貞享元年）の『雍州府志』には「越前鳥子、是れを以て紙の最となす」とあり、また1715年（正徳5年）成立の『和漢三才図会』では「肌なめらかで書きやすく、紙質ひきしまって耐久力があり、紙の王と呼ぶにふさわしい紙」と記されている。これが世間の通説であったようであり、1754年（宝暦4年）の『日本山海名物図会』中では「凡日本より紙おほ（多）く出る中に越前奉書、美濃直紙、関東の西ノ内、周防岩国半紙尤上品也、奉書余国よりも出れども越前に及ぶ物なし」とされている。
1873年（明治6年）のウィーン万国博覧会では越前和紙の製品が「進歩賞」を獲得した。2017年（平成29年）2月に越前市内の蔵でその賞状とメダルが発見された。

### 紙幣
一般に日本最初の藩札とされる福井藩札は、越前和紙を使って製造されていた。のちに丸岡藩札も越前和紙で発行された。1868年（明治元年）、明治新政府はそれまでの各藩の藩札に代わり、日本統一の「太政官札」を発行したが、これに採用されたのが越前和紙であった。
発案者は元福井藩士の三岡八郎（後の由利公正）であった。その後、新政府発行の紙幣はドイツ製洋紙に変更されたが（「明治通宝」参照）、紙質に問題があり早急な改善が求められた。1875年（明治8年）に大蔵省抄紙（しょうし）局が設けられ、用紙の独自製造を再開すると、越前和紙の紙漉き職人が上京して純国産の新紙幣用紙を局員と共に研究し、現在の紙幣に繋がる紙幣用紙製造の基礎技術を築いた。抄紙局で製造されたことから、現在でも局紙（きょくし）と呼ばれている。三椏局紙が有名である。越前和紙は偽札防止のための透かし技法（黒すかし）を開発したため、日本の紙幣製造技術は飛躍的に進化した。1940年（昭和15年）には大蔵省印刷局抄紙部の出張所が岩本（越前市岩本町）に設置された。

### 現代
明治以降は、日本画、版画、水彩画、油画、水墨画、鉛筆画、パステル画など、多くの画材、素材の用紙（支持体）としての画用和紙の需要が増加した。その品質が石井柏亭、中西利雄、竹内栖鳳、横山大観、東山魁夷、平山郁夫ら多くの画家らに評価、使用され、越前和紙が絵画製作に浸透するようになった。1968年には奉書づくりの技術を認められて、岩野市兵衛が重要無形文化財の保持者（人間国宝）として認められた。その後も平面作品制作の支持体として、また造形作品・立体作品の材料として使用されている。
一方で、現代の住宅環境の急速な変遷に促され襖紙や小間紙の需要の減少、証券紙の電子化に伴い需要の減少と製造紙種の変更（合成紙等）など和紙の需要は落ちてきており、機械漉き製造に伴う人員削減、廃業・撤退も相次いでいる。ただし、デジタルコンテンツの普及に伴う新たな販路として、インクジェットプリンター用、複合機印刷用の印画用和紙などの需要は増加している。住宅壁紙などのインテリア用に和紙が活用されてきており、ペーパークラフト、工作、手芸など用途に応じた製造紙種は豊富になってきている。
2020年3月に越前和紙産地の若手6社が集まり、期間限定のオンラインショップ「ワシマ」を開くなど、新しい動きもみられる。他にも福井県鯖江市・越前市・越前町で開催される、持続可能な地域づくりを目指した工房見学イベント「RENEW」にも2018年より参加する企業が増えている。
越前和紙のアンテナショップとして「紙の葉」が東京・御徒町にオープン。
越前和紙を使ったお洒落な商品が色とりどり販売され、好評を博している。
商品販売サイト：https://kaminoha.base.shop/

## 越前和紙の名工
- 人間国宝（重要無形文化財の保持者）
  - 8代岩野市兵衛（故人）[7]
  - 9代岩野市兵衛[7]
- 福井県指定無形文化財
  - 2代岩野平三郎（故人）
  - 3代岩野平三郎（故人）[7]
  - 福田忠雄[7]
- その他の名工
  - 岩野平三郎初代（故人）[8]
  - 沖茂八（故人）
  - 沖桂司（故人）[9]

## ギャラリー

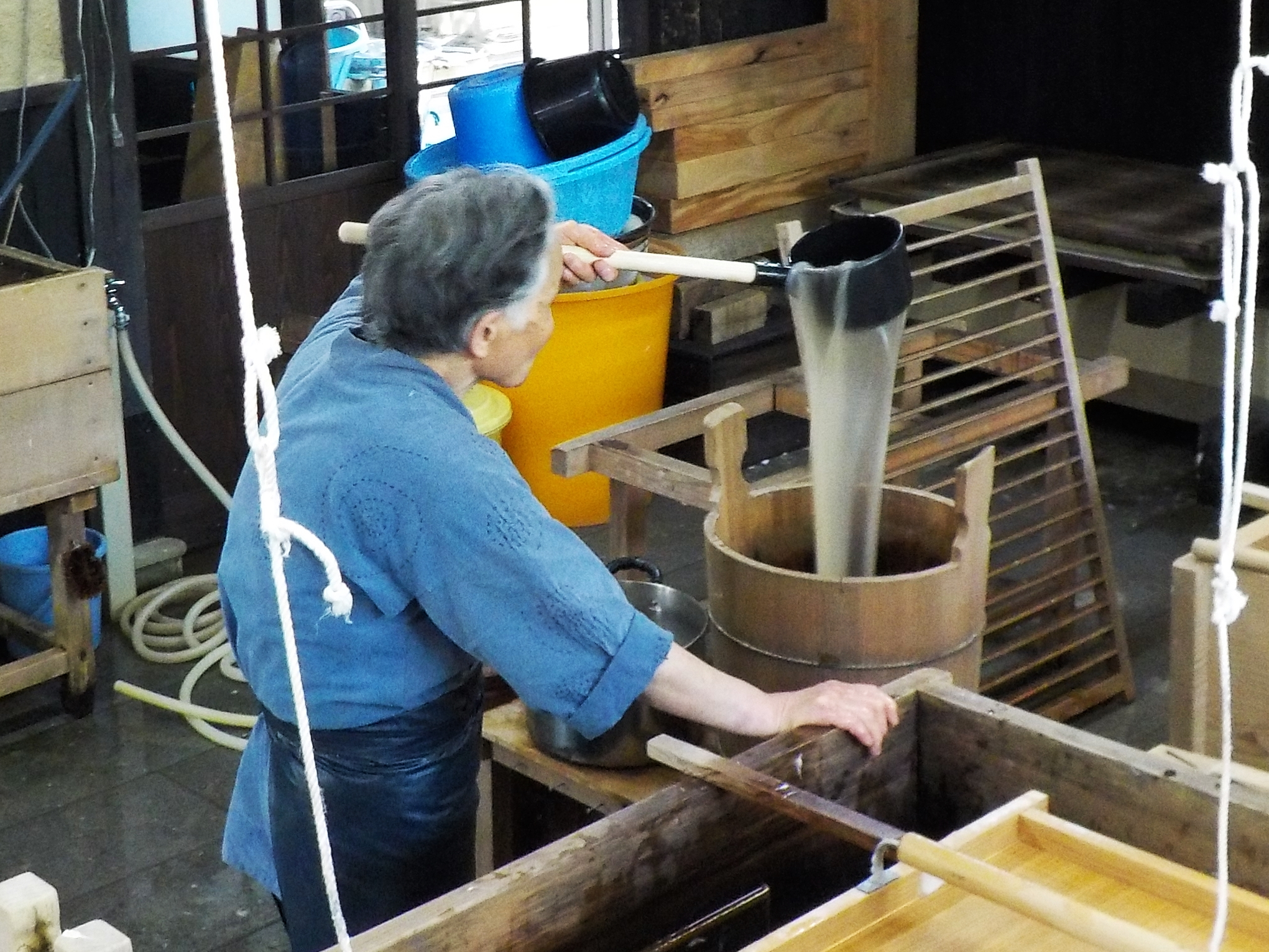
トロロアオイから採れるネリ（分散剤）
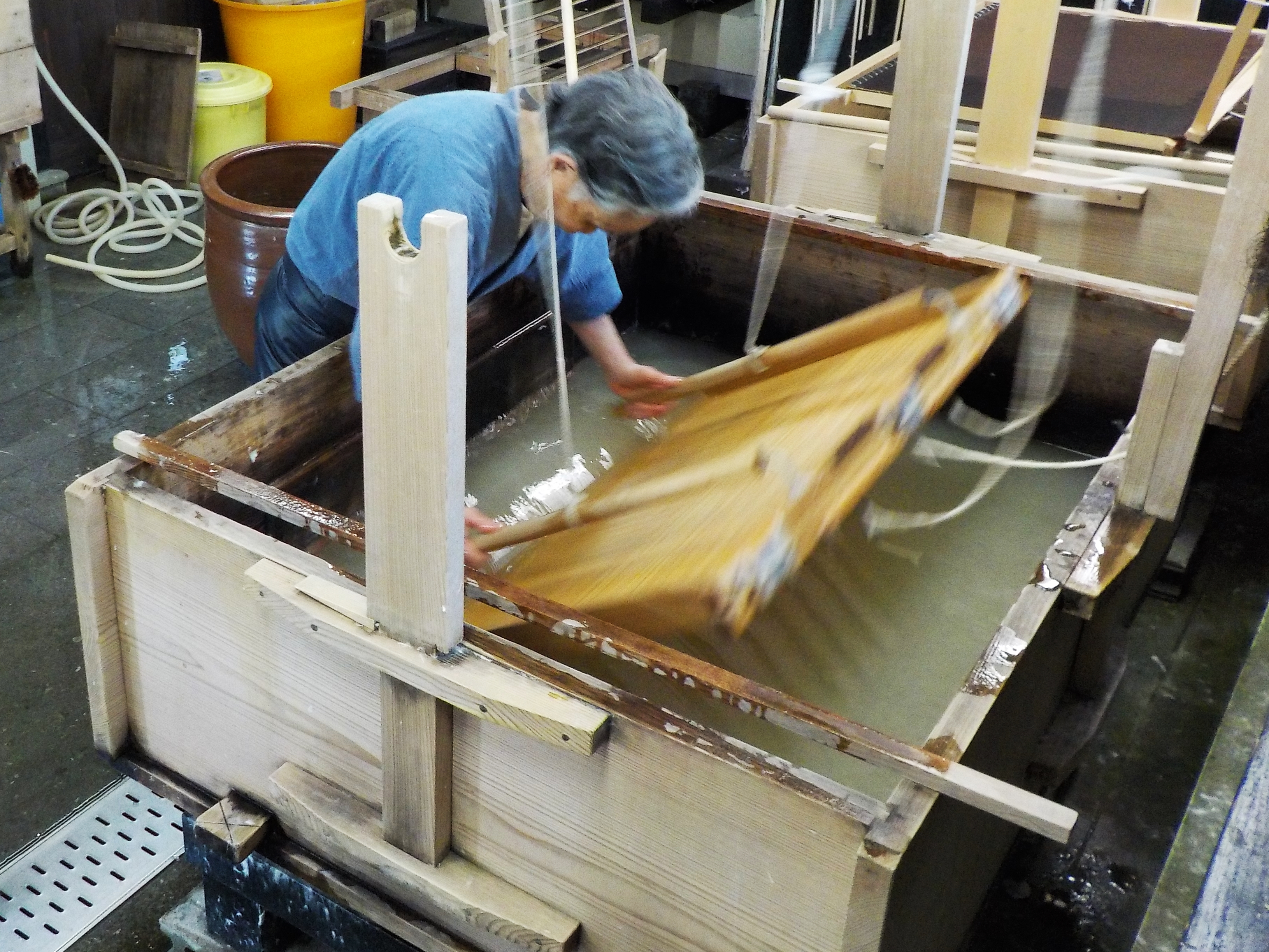
簀桁（すげた）を揺すり繊維を絡み合わせる
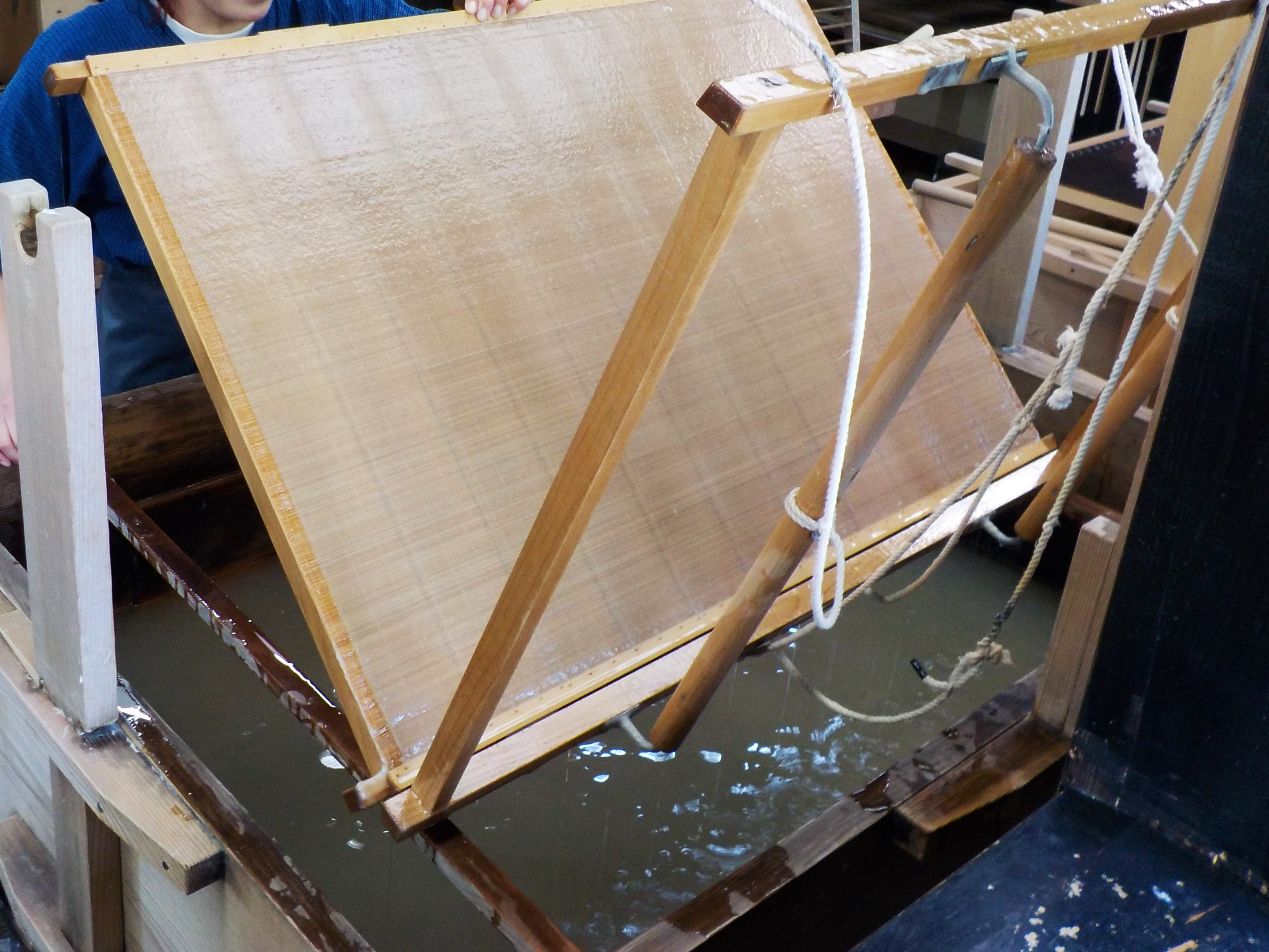
漉きあげた紙
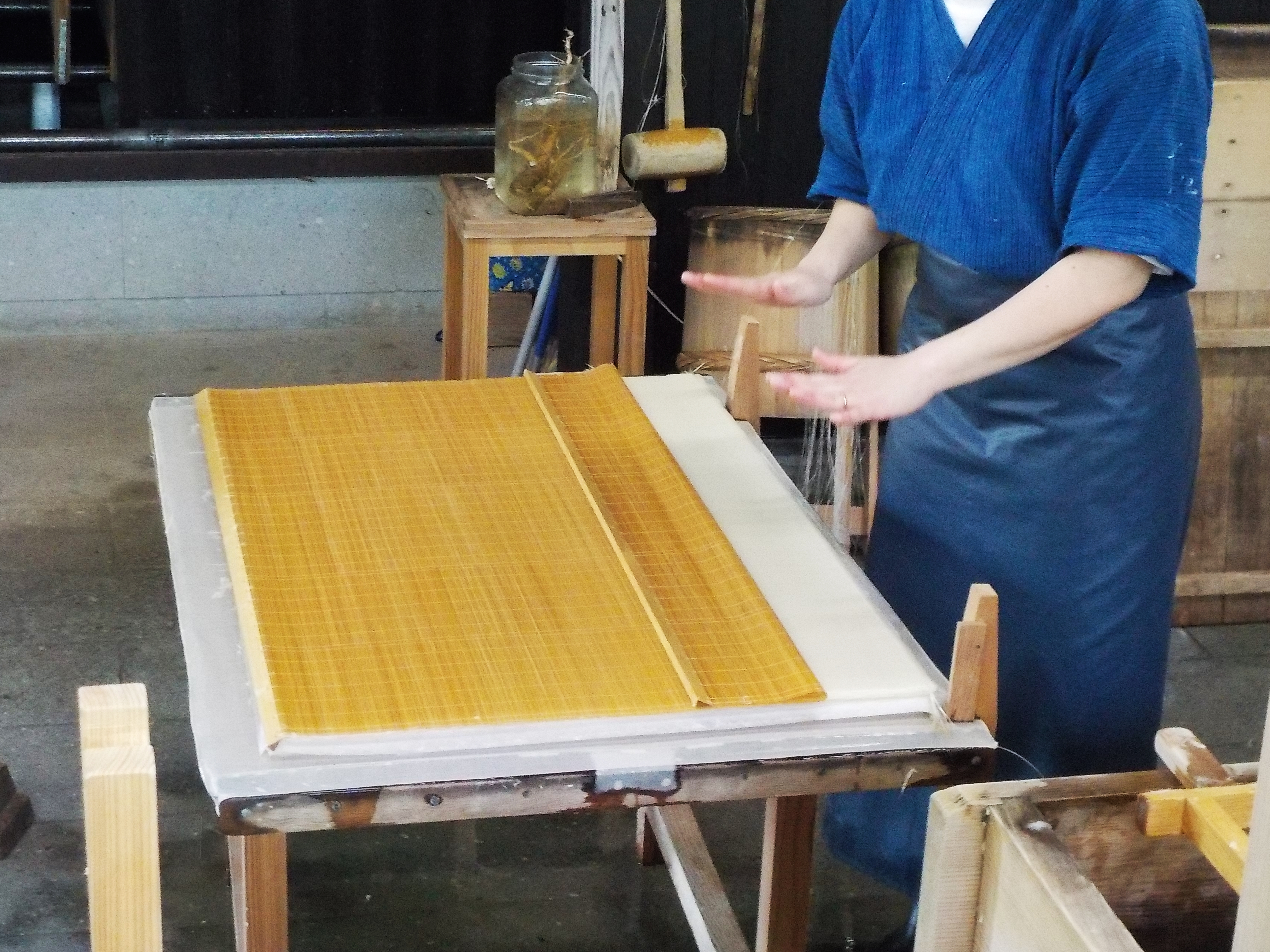
簀から紙床板（しといた）に移し積み重ねる